# Hennediella austrogeorgica
Hennediella austrogeorgica là một loài Rêu trong họ Pottiaceae. Loài này được (Cardot) Blockeel mô tả khoa học đầu tiên năm 1990.